# Gnathia beethoveni
Gnathia beethoveni är en kräftdjursart som beskrevs av Paul och Menzies 1971. Gnathia beethoveni ingår i släktet Gnathia och familjen Gnathiidae. Inga underarter finns listade i Catalogue of Life.